# Vajrayogini
Ne doit pas être confondu avec Institut Vajra Yogini.

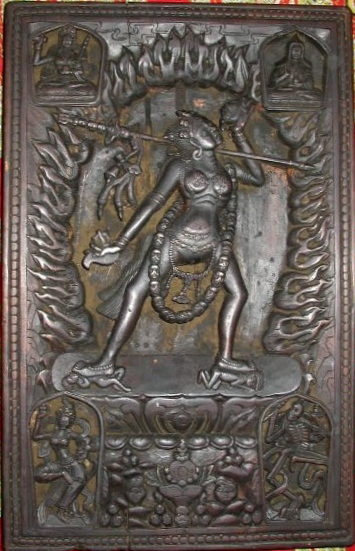
Sculpture tibétaine représentant la déesse Vajrayogini.

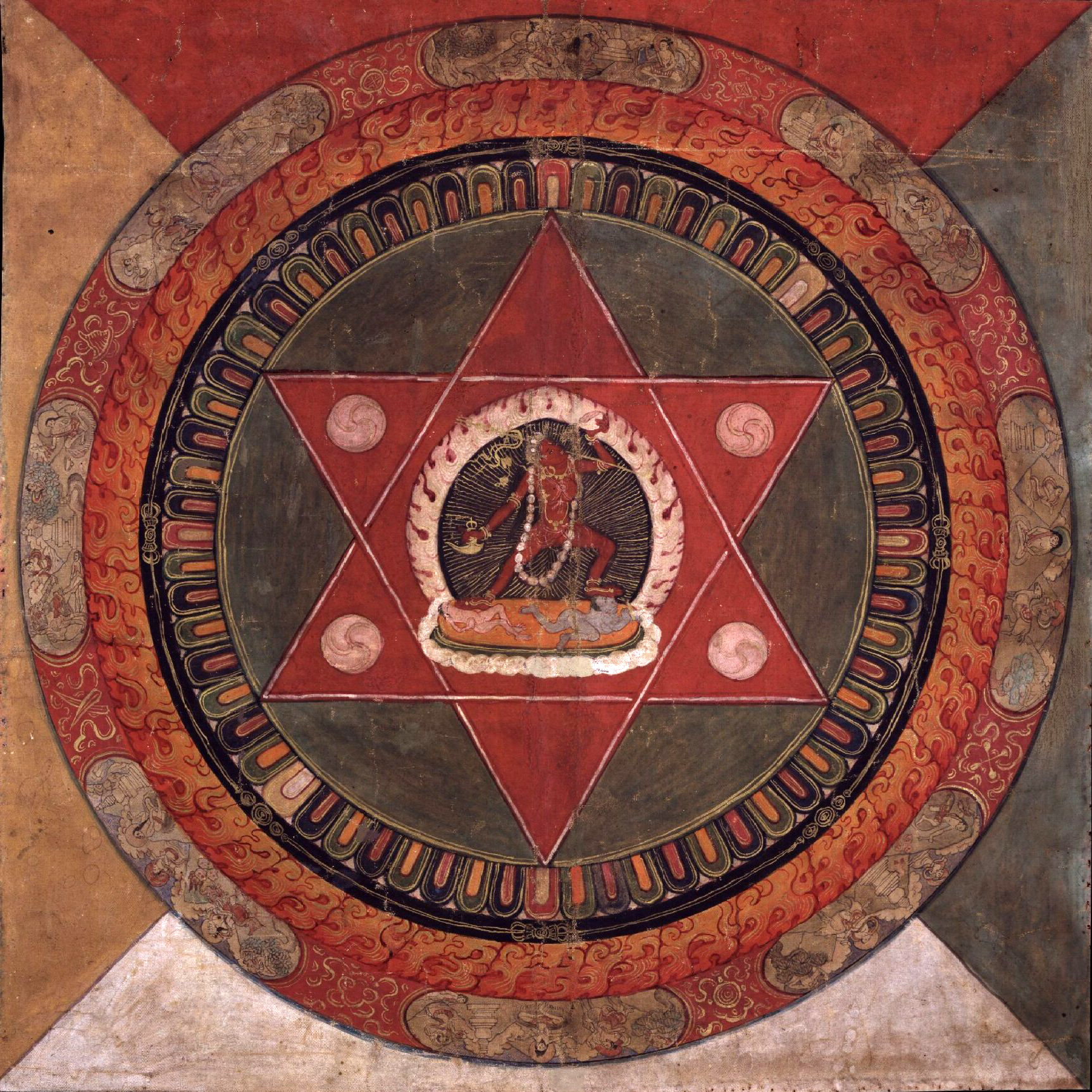
Peint au XIXe siècle ce mandala Tibetain de la tradition Naropa, Vajrayogini au centre dans deux triangles rouges entrecroisés, Rubin Museum of Art

Vajra Yoginī (Sanskrit : वज्रवारारी ; tibétain : རྡོ་རྗེ་རྣལ་འབྱོར་མ, Wylie : Rdo rje rnal byor ma  THL : Dorjé Naljorma ;་ chinois : 瑜伽空行母 ; pinyin : yújiā kōngxíngmǔ), dont une autre forme est Vajravārāhī  THL : Dorje Phagmo, « truie adamantine » (truie de diamant), est une déité bouddhique représentant l'essence propre des tantras Héruka Cakrasamvara, consœur de celui-ci. 
Elle est une des manifestations féminines de la sagesse transcendante (prajñā). Elle incarne aussi la passion et la compassion, la nature de la matrice compatissante génératrice de tous les phénomènes. 
Elle est considérée comme l'impératrice de la danse ou une représentation bouddhiste de Shakti. 
Elle est représentée nue, symbolisant son absence d'attachement aux apparences, entourée d'une aura de sagesse. De couleur rouge, elle tient un couperet courbe dans sa main droite, et une coupe crânienne dans sa main gauche ; un trident est posé au creux de son coude gauche. 
Elle apparaît notamment dans Le Véhicule de la grâce édité par Kagyü Trinle Shingta (1718-1766), le 7e Gyalwang Drukpa, dans le cadre des pratiques préliminaires. Les cinq femmes les plus importantes de la vie Padmasambhava sont considérées comme des émanations de Vajravarahi.

## Abbesse du monastère de Samding
Dechen Choedon a été reconnue par l'État du Tibet comme émanation de Dorje Phagmo à l'âge de 5 ans, en 1947. Elle a été intronisée 12e Samding Dorje Phagmo, abbesse actuelle du monastère de Samding comme celles qui l'ont précédée,. Samding Dorje Phagmo réside à Lhassa.